# Comité Nacional de Fútbol Sala
El Comité Nacional de Fútbol Sala es el órgano de la Real Federación Española de Fútbol al que compete la promoción, gestión, organización y dirección de esta especialidad y sus actividades deportivas se rigen por un orden competicional y disciplinario específico, cualidad idénticamente aplicable para los árbitros y los entrenadores.
Los órganos de gobierno del Comité Nacional de Fútbol Sala son la Asamblea General, el presidente y la Junta Directiva; mientras que los técnicos específicos son las comisiones de Árbitros y de Entrenadores y la Escuela Nacional de Entrenadores.

## Competiciones organizadas[2]

### Competiciones masculinas
El Comité organiza la Segunda División B, la Tercera División, la Copa del Rey, la División de Honor juvenil, la Copa de España juvenil, los Campeonatos Nacionales de Selecciones Autonómicas en sus diversas categorías y los Campeonatos de España de Clubes (benjamines, alevines infantiles y cadetes).
Durante la temporada 2019-20 la Primera División y la Segunda División, al no renovarse el convenio (vigente desde la temporada 1989-90) con la Liga Nacional de Fútbol Sala, el Comité asume la competencia plena sobre estas categorías. Para la gestión de las mismas se creó una Subcomisión. También, a partir de esta decisión asume las otras 2 competiciones en manos de la LNFS, Copa de España y la Supercopa de España. Dichas competiciones al inicio de la temporada 2020-21, pasaron a estar bajo jurisdicción del creado Comité Profesionalizado.

### Competiciones femeninas
El Comité es organizador de la Segunda División. Hasta la temporada 2019-20 ha organizado la Primera División, la Copa de España y la Supercopa. Estas competiciones al inicio de la temporada 2020-21, pasaron a estar bajo juridiccion del creado Comité Profesionalizado.

## Selecciones nacionales
Bajo su dirección están la selección masculina, 2 veces campeona del mundo, y la selección femenina.